# Snuol (district)
Snuol (en khmer ស្នួល) est un district de la province de Kratie, au Cambodge.

## Communes
Snuol est composé de 5 communes :
| Commune     | Villages                                                                        |
| ----------- | ------------------------------------------------------------------------------- |
| Khsuem      | Mil, Choeng, Doung, Khsuem Knong, Khsuem Krau, Samrang, Srae Roneam, Srae Thmei |
| Pir Thnu    | Cheung Khle, Cheung Khlu, Thma Hal Dei Kraham, Prava                            |
| Snuol       | Kat Dai, Kbal Snuol, Krong, Preaek Kdei, Snuol Keat, Thpong, Snuol Lech         |
| Srae Char   | Roha, Kbal Trach, Mak Kandal, Chey Mean, Treak Anhchanh, S'at                   |
| Svay Chreah | Thnal, Voat, Sambuor, Ta Saom, Srae Char, Ta Pum, Doun Mea, Rumpuk              |

## Crédit d’auteurs
- (en) Cet article est partiellement ou en totalité issu de l’article de Wikipédia en anglais intitulé « Snuol District » (voir la liste des auteurs).